# Papilio chrapkowskii
Papilio chrapkowskii is een vlinder uit de familie van de pages (Papilionidae). De wetenschappelijke naam van de soort is voor het eerst geldig gepubliceerd in 1904 door Ernst Suffert.